# Antoni de Cortada
Antoni de Cortada i Pastors (Manlleu s.XVII - Manlleu 1714) fou un militar català durant la Guerra de Successió Espanyola.
Era fill de Jacint de Cortada i d'Aruga, noble i propietari del mas Cortada de Manlleu, i de Teresa Pastors i Carles, filla de Ramon de Pastors, burgès de Perpinyà. El matrimoni també va tindre una filla anomenada Jacinta.
Va ésser l'hereu del patrimoni Cortada de Manlleu i va participar en les Corts del 1701. Juntament amb Carles de Regàs eren els principals terratinents i aristòcrates de Manlleu.
Des de la primavera del 1705 va ser dels vigatans que es revoltaren contra l'administració borbònica del virrei Velasco. El 17 de maig va ser un dels signants del Pacte dels Vigatans juntament amb altres notables compromesos, com el també manlleuenc Carles de Regàs, Bac de Roda, Moragues, Joan Anton Martí i els Puig de Perafita.
Com a cabdill de les milícies vigatanes, a finals de juliol i principis d'agost va prendre part en el combat del Congost, enfrontant-se als destacaments enviats pel virrei Velasco per combatre'ls. Vençudes les tropes del virrei borbònic a la batalla del Congost, Antoni de Cortada va participar en l'atac a la guarnició borbònica de Barcelona, facilitant el desembarcament de les tropes aliades.
El setembre del 1705, juntament amb Carles de Regàs i Francesc Puig i Sorribes, es va dirigir amb una part de les milícies vigatanes cap a Girona, per tal d'obtindre l'obediència de la ciutat a favor de l'arxiduc Carles d'Àustria.
El novembre del 1705, en constituir-se el Regiment de Reials Guàrdies Catalanes, format per aquells primers vigatans i catalans que s'havien posat de part de Carles d'Àustria, Antoni de Cortada va obtindre el càrrec de capità amb grau de coronel del nou regiment reial català i va dirigir-ne una companyia.
El 5 de desembre del 1705 participà en les Corts de 1705-1706. El setembre del 1713, després de vuit anys de lluita a favor del rei Carles, Antoni de Cortada es va lliurar a les tropes borbòniques, seguint l'exemple d'altres vigatans, en un moment en què els exèrcits borbònics anaven dominant ja la major part de Catalunya.